# 東日本交通 (岩手県)
東日本交通株式会社（ひがしにほんこうつう）は、岩手県盛岡市に本社を置く、貸切バス・路線バスを運行する会社である。

## 概要
岩手県を拠点として貸切バス・路線バスを運行している。1970年代に創業し岩泉町を拠点に貸切バス事業などを営む。創業者と縁のあったホテル東日本の宇都宮進出に合わせ、栃木県に宇都宮営業所を開設している。
2010年7月31日に発生したJR岩泉線の土砂災害による脱線事故に伴う長期運休に伴い、同年8月2日より代行バスの運行を受託。その後同線の廃止に伴い、2014年4月1日より同代行バスを一般路線バスに転換し、路線バス事業に参入した。
2018年4月24日、高齢となった経営者からの申し出により、みちのりホールディングスが全株式を取得し傘下に収めた。これにより東日本交通は、岩手県のバス事業者では岩手県北自動車に次ぐ2社目のみちのりホールディングス傘下事業者となった。社長は岩手県北自動車の代表取締役社長が兼務する。みちのりホールディングス傘下入り後は、グループ会社である岩手県北自動車と連携を図るとしている。
また2019年9月に、岩手県外に唯一所在していた宇都宮営業所を、同じみちのりホールディングス傘下の関東自動車へ移管した。

## 営業所
- 本社営業所（岩手県盛岡市）
  - 2017年までは盛岡営業所であった。
- 北上営業所（岩手県北上市）
- 宮古営業所（岩手県宮古市）
- 岩泉営業所（岩手県下閉伊郡岩泉町）
  - 2017年までは本社営業所であった。

### 過去に存在した営業所
- 宇都宮営業所（栃木県宇都宮市）
  - 岩泉中央観光時代にホテル東日本宇都宮の構内に開設。2019年9月に関東自動車へ移管され、同社の東日本上大曽営業所となった。その後廃止。
- 田野畑営業所（岩手県下閉伊郡田野畑村）

## 沿革
- 1974年（昭和48年）3月 - 中央観光創業。
- 1979年（昭和54年）1月16日 - 有限会社岩泉中央観光として設立。
- 1991年（平成3年）3月 - 観光部門と清掃部門を子会社である有限会社中央清掃社に分社化。
- 1993年（平成5年）7月 - 子会社として株式会社東日本サービスを設立。
- 1996年（平成8年）
  - 3月 - 一般貸切旅客自動車運送事業免許取得。
  - 4月 - 岩泉中央観光株式会社に社名変更。
- 2001年（平成13年）7月 - 東日本交通株式会社に社名変更。
- 2002年（平成14年）3月 - 東日本サービスを吸収合併。
- 2010年（平成22年）8月2日 - 7月31日に発生したJR岩泉線の土砂崩れに伴う長期運転見合わせのため、岩泉駅 - 茂市駅（ - 宮古駅）の列車代行バスの運行を受託。
- 2014年（平成26年）3月 - 一般乗合旅客自動車運送事業免許取得。
- 2014年（平成26年）4月1日 - 岩泉線の廃止に伴い、代替バス路線岩泉茂市線運行開始。
- 2017年（平成29年）6月 - 本社を岩泉町から盛岡市へ移転。
- 2018年（平成30年）4月 - みちのりホールディングス傘下となる。
- 2019年（令和元年）9月 - 宇都宮営業所を関東自動車に移管。
- 2020年（令和2年）
  - 4月 - 2021年（令和3年）3月までの予定で、北上駅 - 花巻空港間のシャトルバスの実証運行を実施[4]。
  - 10月 - 岩手県交通が運行していた山伏線の廃止に伴い、西和賀町が事業主体となった同路線の運行業務を受託。[5]。
- 2021年（令和3年）
  - 4月 - 岩手県交通の西和賀町内路線廃止に伴う町民バスの運行開始に伴い、町所有車の運転業務を受託。山伏線も町民バスに切替え。
  - 12月 - 西和賀 - 宮古間の貨客混載輸送を開始。みちのりグループ内の連携で、西和賀 - 盛岡を住民バス（東日本交通委託）で、盛岡 - 宮古を106急行（岩手県北自動車）でリレー輸送する。

## 路線バス

### 岩泉茂市線
2014年（平成26年）4月1日より、岩泉線廃止代替バスとして運行開始。なお、一部区間は岩泉町民バスとバス停を共同使用するほか、回数券は岩泉町民バスのものと共通利用が可能となる。定期券は東日本交通の他、宮古駅でも発売しているが、宮古駅ではJR線の定期券と併用する場合のみ発売する。以前は茂市駅でも発売されていたが、同駅の無人化により廃止された。代替処置として、バス車内に定期券申込用紙を設置し、必要事項と受取希望を記入して乗務員に渡せば、後日その希望するバスで定期券を受け取れるようにした。2020年12月に旧岩泉線の押角トンネルを拡幅転用した国道340号押角トンネルが開通したことと、岩手県北バス宮古駅前 - 清水が区間短縮することに伴いダイヤ改正を実施し、同路線との並行区間であった茂市駅から和井内地区にかけて停留所の増設とフリー乗降区間の追加が行われている。2021年4月のダイヤ改正より、一日一往復のみ、宮古病院(花原市・千徳駅・宮古駅経由)発着便がある。
- 運行経路：宮古病院 - 宮古駅 - 千徳駅 - 茂市駅 - 蓬莱橋 - 刈屋駅前 - 中里 - 和井内駅 - 和井内駅入口 - 鞭牛上の橋 - 宇津野 - 伏屋 - 浅内 - 二升石 - 岩泉橋 - 町民会館・図書館前 - 岩泉病院
  - 蓬莱橋 - 中里間、和井内駅入口 - 鞭牛上の橋間、宇津野 - 浅内間はフリー乗降区間である。
  - 岩泉線の駅のうち押角駅のみ、代替バス停は設置されない。
  - JR東日本が発売しているいわてホリデーパスも利用可能（JRバス東北が運行している早坂高原線はいわてホリデーパスは利用できない）。

### 花巻空港シャトルバス（実証運行）
北上市と岩手県空港利用促進協議会の企画により、2020年4月から花巻 - 名古屋便全便に接続する1日4往復で運行を開始。
- 運行経路：北上駅東口 - 北上工業団地 - 花巻空港
  - バスロケーションシステムを導入し、位置情報・到着予測情報・遅延情報をリアルタイムでスマホ・パソコンで閲覧可能。
  - キャッシュレス決済に対応し、現金・回数券のほかpaypayでの支払いが可能。

## 受託運行路線
北上市拠点間交通「おに丸号」
- 相去線
- 口内線
- 鬼柳線

詳細は各項目を参照。

## 過去に運行した路線
- 山伏線（実証運行）
  - 岩手県交通の同路線廃止に伴い西和賀町からの委託により、2020年（令和2年）10月1日から実証運行を開始。月・金・土曜の運行。
  - 西和賀町内は湯本下町～湯田小学校間を除きフリー乗降区間となる他、岩手県立中央病院も経由する。ほっとゆだ駅～イオンモール盛岡は岩手県交通とバス停を共同使用するほか、盛岡駅西口、県庁・市役所前・盛岡バスセンターは岩手県北バスとバス停を共同使用する。
  - 2021年（令和3年）4月1日から町民バスの運行（自家用有償旅客運送）を開始。山伏線は同年9月30日をもって実証運行を終了、翌10月1日から町民バスに移行した。東日本交通は山伏線を含めた町民バス関連業務を引き続き受託している。